# 12062 Tilmanspohn
12062 Tilmanspohn eller 1998 FB10 är en asteroid i huvudbältet som upptäcktes den 24 mars 1998 av OCA–DLR Asteroid Survey (ODAS). Den är uppkallad efter Tilman Spohn.
Asteroiden har en diameter på ungefär 4 kilometer.